# Сюльпис, Морис
Мори́с Сюльпи́с (фр. Maurice Sulpice) — французский кёрлингист.
В составе мужской сборной Франции участник трёх чемпионатов мира (лучший результат — шестое место в 1967 и 1970). Двукратный чемпион Франции среди мужчин.
Играл на позиции первого и третьего.

## Достижения
- Чемпионат Франции по кёрлингу среди мужчин: золото (1957, 1958)[3][4].

## Команды
| Сезон   | Четвёртый          | Третий             | Второй       | Первый        | Турниры           |
| ------- | ------------------ | ------------------ | ------------ | ------------- | ----------------- |
| 1965—66 | Жан Альбер Сюльпис | Ален Бозон         | Андре Дюкрей | Морис Сюльпис | ЧМ 1966 (7 место) |
| 1966—67 | Жан Альбер Сюльпис | Морис Сюльпис      | Филипп Шамба | Пьер Боан     | ЧМ 1967 (6 место) |
| 1969—70 | Пьер Боан          | Жан Альбер Сюльпис | Ален Бозон   | Морис Сюльпис | ЧМ 1970 (6 место) |

(скипы выделены полужирным шрифтом)